# Жерар Баррей
Жерар Баррей (фр. Gérard Barray, 2 листопада 1931, Тулуза, Франція — 15 лютого 2024, Марбелья) — французький актор театру й кіно, музикант. Справжнє ім'я — Джерард Марсель Луї Барралл  (фр. Gérard Marcel Louis Baraillé).

## Біографія
Жерар Баррей народився 2 листопада 1931 року в Тулузі на півдні Франції. Батько — інженер-конструктор, мати — філолог. Після розлучення батьків чотирирічний Жерар разом з матір'ю переїхав до бабусі у місто Монтобан (департамент Тарн і Гаронна), де і пройшло його дитинство та юність. В молодості Жерар захоплювався джазом, грав у регбі, займався боксом і фехтуванням. Захопившись у 15 років джазом, почав брати уроки гри на фортепіано і разом з приятелями організував квартет «Гарячий монтобанський клуб».
За порадою матері, яка до того часу стала акушеркою та очолила міську акушерську клініку, Жерар вступив на медичний факультет Тулузького університету. Помітивши інтерес майбутнього лікаря до театру професор консерваторії Тулузи Камілл Рікар, порадив йому їхати до Париж. Він дав рекомендаційний лист до одного зі своїх друзів, відомого актора Ноеля Роквера. У 1952 році, пройшовши стажування у Роквера, Баррей вступив на курс Рене Симона. У вільний від навчання час він грав джаз у паризьких клубах і кабаре, складав пісні і виконував їх дуетом з однокурсником Сержем Руссо, який писав тексти. На столичній сцені Жерар дебютував у виставах «Віяло леді Віндермір» та «Діти Едуара». Закінчивши курси та отримавши диплом актора, Жерар змінив прізвище на Баррей і став грати в одному з театрів Парижа. Потім молодого актора призвали на службу в армію: перший рік Жерар служив ад'ютантом-водієм штабного офіцера, а другий рік служби провів у Алжирі.
Повернувшись з армії в Париж, Баррей записав невелику пластинку своїх пісень на слова Руссо. Потім молодий актор, за допомогою зірки театру і кіно Едвіж Фейер, отримав в театрі Сари Бернар головну роль у виставі за п'єсою Жана Кокто «Двоголовий орел». Незабаром почав зніматися у фільмі «Капітан Фракасс» в ролі герцога Валломбреза. Ці роботи принесли Баррею перший успіх і звернули на нього увагу братів-продюсерів Шарля і Раймона Бордері. Вони запросили Жерара зіграти у фільмі режисера Бернара Бордері (сина Раймона) «Три мушкетери». Передбачалося, що Барре буде грати Атоса, але після перших кінопроб батько і син Бордері прийняли рішення призначити актора на роль Д'Артаньяна. Після феноменального успіху картини Баррей зіграв ще одного відважного гасконця — шевальє де Пардайана — у фільмах того ж режисера: «Шевальє де Пардайан» (1962) і «Сміливіше, Пардайан!» (1964). До середини 60-х років Баррей став визнаною зіркою фільмів «плаща і шпаги» — другим після легендарного Жана Маре.
З часом інтерес французького глядача до костюмно-авантюрних фільмів, популярних у 1960-х, впав. Баррею довелося грати сучасних героїв, заслуживши навіть на деякий час репутацію "французького «Джеймса Бонда». Відносно успішно він знявся в ролі поліцейського комісара Сан Антоніо в двох екранізаціях детективно-іронічних творів письменника Фредеріка Дару, який згодом став близьким другом Жерара.
Також він зіграв у двох не дуже успішних шпигунських стрічках, військово-пригодницькому фільмі «Полум'я над Адріатикою», у комедії Мішеля Девіля «Ніжні акули» та в автобіографічній картині Клода Беррі «Татове кіно». У 1969 році Джерард Баррей був спів-продюсером сучасного трилера. У «Свідку» молода героїня Сесіль (Клод Жад) стала свідком вбивства і потрапила в еротичну атмосферу загадкової людини (Жерар Баррей). Це була його перша сучасна і дуже тіньова роль. Це був його останній успіх і його остання велика роль. Свого колишнього успіху Баррей повторити вже не зміг. Поступово він відійшов на другий план. Сам Жерар з жалем визнавав, що йому не вистачило ні амбіцій, ні марнославства, необхідних у світі кіно.
Продовжуючи, час від часу грати в театрі, Баррей у складі театральної трупи побував на гастролях у Гваделупі, куди і незабаром переїхав разом з родиною. У культурному центрі міста Пуент-а-Пітр Баррей керував театральним курсом. Через три роки Баррей повернувся в Європу і оселився в Іспанії, продовжуючи зрідка зніматися в невеликих ролях в кіно і на телебаченні.
Баррей — автор повісті «Герой любові» та кількох оповідань. В кінці січня 2010 року наказом Міністерства культури Франції актор Жерар Баррей був нагороджений Орденом Мистецтв та літератури.

## Родина
У 1966 році, після зйомок у пригодницькій картині Роберта Сьодмака «Скарби ацтеків» Жерар Баррей одружився з партнеркою по фільму — іспанською актрисою й танцівницею фламенко Тересою Лорка, яка заради родини залишила сцену. У них народилася донька Марія (займається девелопментом) і син Жюльєн (телевізійний режисер). Також у Баррея є два онуки — Патриція та Андре.
У 1977 році Жерар Баррей разом з родиною оселився в Марбельї, курортному містечку на півдні Іспанії. В готелі «Пуенте Романо» подружжя відкрили піано-бар, де вечорами Тереса співала, а чоловік акомпанував їй за роялем. Баррей захоплюється кіньми, автомобілями і джазом, влаштовує виставки живопису, інвестує в нерухомість, беручи участь у бізнесі доньки.

## Фільмографія

### Ролі в кіно
- 1955 — «Чорна серія» (фр. Série noire), людина «Корсика»
- 1955 — «Шантаж» (фр. Chantage), жиголо
- 1955 — «Слюнки течуть» (фр. L'Eau à la bouche), Мігель
- 1961 — «Капітан Фракасс» (фр. Le Capitaine Fracasse), герцог Валомбрез
- 1961 — «Три мушкетери» (фр. Les Trois mousquetaires), Д'Артаньян
  - «Три мушкетери: Підвіски королеви» (фр. Les trois mousquetaires: Première époque - Les ferrets de la reine)
  - "Три мушкетери: Помста міледі (фр. Les trois mousquetaires: La vengeance de Milady)
- 1961 — «Корсиканські брати» (фр. I Fratelli Corsi), Джованні Сагона
- 1962 — «Шевальє де Пардайан» (фр. Le Chevalier de Pardaillan), шевальє Жан де Пардайан
- 1962 — «Дама з камеліями» (ТВ) (фр. La dame aux camélias), Арман Дюваль
- 1963 — «Шахерезада» (фр. Shéhérazade), Рено де Віллекруа
- 1963 — «Скарамуш» (фр. La Máscara de Scaramouche), Скарамуш, Робер ЛаФльо
- 1964 — «Гібралтар» (фр. Gibraltar), Френк Джексон
- 1964 — «Сміливіше, Пардайан!» (фр. Hardi! Pardaillan), шевальє Жан де Пардайан
- 1965 — «Скарби ацтеків» (нім. Der Schatz der Azteken), граф Альфонсо ді Родріганда у Севілья
- 1965 — «Піраміда синів Сонця» (нім. Die Pyramide des Sonnengottes), граф Альфонсо ді Родріганда у Севілья
- 1965 — «Агент Х 13» (фр. Baraka sur X 13), Серж Вадил
- 1966 — «Сюркуф, тигр семи морів» (фр. Surcouf, l'eroe dei sette mari), капітан Робер Сюркуф
- 1966 — «Повернення Сюркуфа» (фр. Il grande colpo di Surcouf), капітан Робер Сюркуф
- 1966 — «Поганий час для мух» (фр. Sale temps pour les mouches), комісар Сан-Антоніо
- 1967 — «Ніжні акули» (фр. Tendres requins, нім. Zärtliche Haie), капітан Грегорі
- 1968 — «Берю та ці дами» (фр. Béru et ces dames), комісар Сан-Антонио
- 1968 — «Полум'я над Адріатикою» (фр. Flammes sur l'Adriatique), Michel Masic
- 1969 — «Свідок» (фр. Le Témoin), ван Бріттен
- 1970 — «Елен та Фернандо» (фр. Helena y Fernanda), Фернандо
- 1970 — «Трикутничок» (фр. El Triangulito)
- 1970 — «Папине кіно» (фр. Le Cinéma de papa), Рішар
- 1972 — «Літо — час убивств» (фр. Un Verano para matar), учитель Тані
- 1977 — «Чому?» (фр. Pourquoi?), фармацевт
- 1982 — «Отелло і чорний загін» (ісп. Othello, el comando negro), Людвіг Стаффорд
- 1997 — «Відкрий очі» (ісп. Abre los ojos), Дювернуа
- 2000 — «Сексуальна бестія» (англ. Sexy Beast), іспанський чиновник
- 2001 — «Не впади!» (фр. No te fallaré), Лео Бартель
- 2001 — «Рай уже не той, що раніше» (ісп. El Paraíso ya no es lo que era), садомазохіст
- 2003 — «Загадка Галиндеза» (фр. El misterio Galíndez), Хорхе Урія

### Ролі на ТБ
- 1972 — «Манеж Порт Баркарес» (фр. Le Manège de Port-Barcarès), Бруно Фонтен
- «В театрі сьогодні» (фр. Au théâtre ce soir), 6 episodes, 1972—1981
  - 1974 — «Мадам без забобонів» (фр. Madame Sans-Gêne), Гюстав фон Нейпперг
  - 1974 — «Галантна королева» (фр. La reine galante), Франсуа I
  - 1975 — «Спільник» (фр. La complice), Філіпп
  - 1981 — «Танци без музики» (фр. Danse sans musique), Ноель О'Хара
  - 1981 — «На шум і крик» (фр. À cor et à cri), Даніель Лансон
- 1991 — «Нестор Бурма — Повернення Беркаля» (ТБ-серіал) (фр. Nestor Burma), Дорвиіль

- 1991 — «Справа про розлучення» (фр. Cas de divorce), Леон Дюльєж Леон (1 епізод)
  - «Ферро проти Дюльєж» (фр. Ferrault contre Duliège)
- 1999 — «Секрет її порцеляни» (ісп. El secreto dela porcelana), батько Лаборда (міні-ТБ-серіал)
- 1999 — «Журналісти» (ісп. Periodistas), 1 епізод
  - «Модель журналіста» (ісп. Periodista modelo)
- 2006 — «Комісар» (ісп. El comisario), Дідьє Боннер старший
- «Єва від початку до кінця» (ісп. Eva del principio al fin)
  - «13 ножових поранень» (ісп. 13 puñaladas)

### Продюсер
- 1969 — «Свідок» (фр. Le Témoin)

## Театр
- 1955 — «Віяло леді Віндермір» за п'єсою Оскара Уайльда, режисер Марсель Тассенкур, Théâtre Hébertot (1956 та ж постановка, але в Théâtre Daunou)
- 1960 — «Двоголовий орел» за п'єсою Жана Кокто, режисура автора, Théâtre de la Ville.
- 1973 — «Мадам без комплексів» за п'єсою Віктор'єна Сарду і Еміля Моро, режисер Мішель Ру, Théâtre de Paris.